# مثلث حلايب

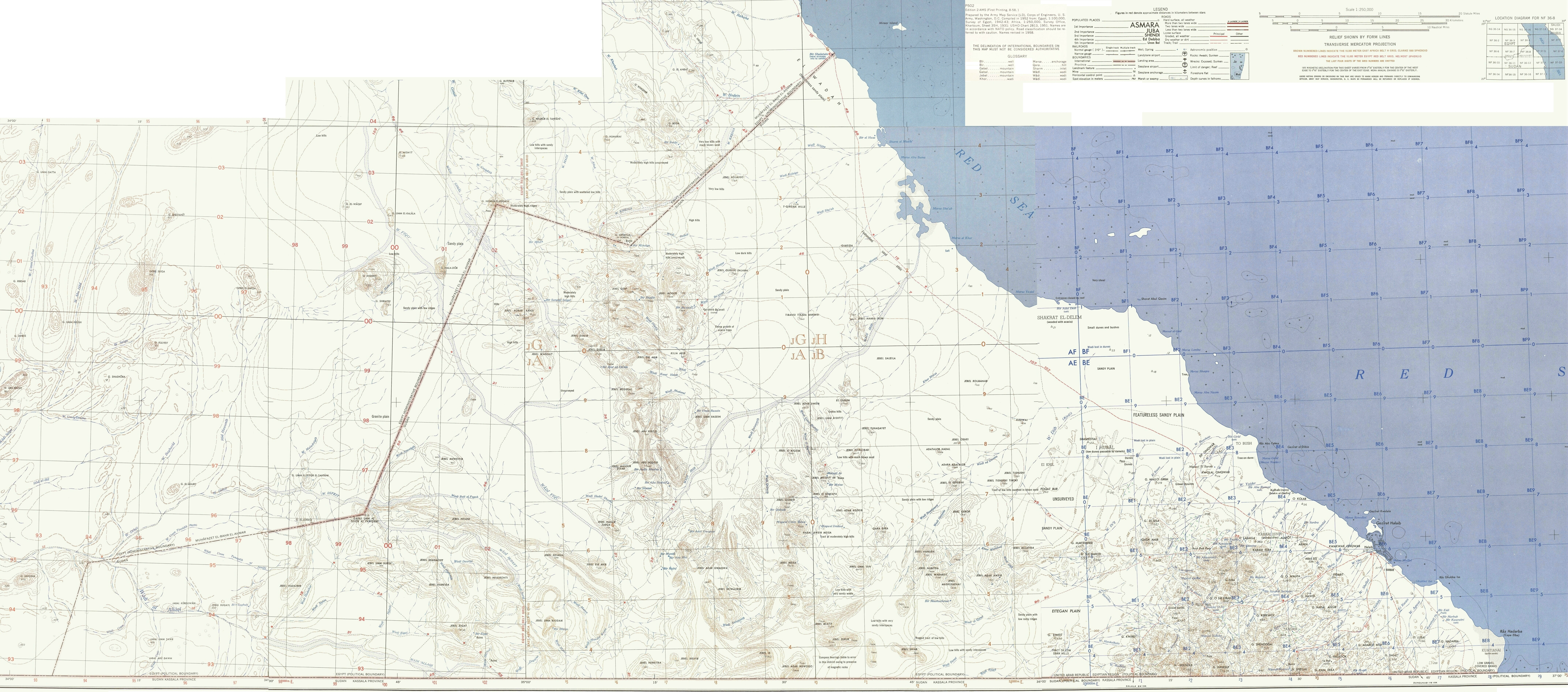
خريطة طوبوغرافية تفصيلية لمثلث حلايب من تأليف القوات المسلحة الأمريكية خمسينات القرن الماضي

منطقة حلايب هي منطقة تقع على الطرف الأفريقي للبحر الأحمر مساحتها 20,580 كم2. توجد بها ثلاث بلدات كبرى هي حلايب وأبو رماد وشلاتين، المنطقة تتبع مصر سياسياً وإدارياً بحكم الأمر الواقع. وهي محل نزاع حدودي بين مصر والسودان، ويطلق عليها الجانب السوداني المنطقة الإدارية لحكومة دولة السودان أو اختصارا (بالإنجليزية: SGAA) أغلبية السكان من إثنية واحدة من البجا وينتمون لقبائل البشاريين والحمدأواب والشنيتراب والعبابدة.

## الجغرافيا

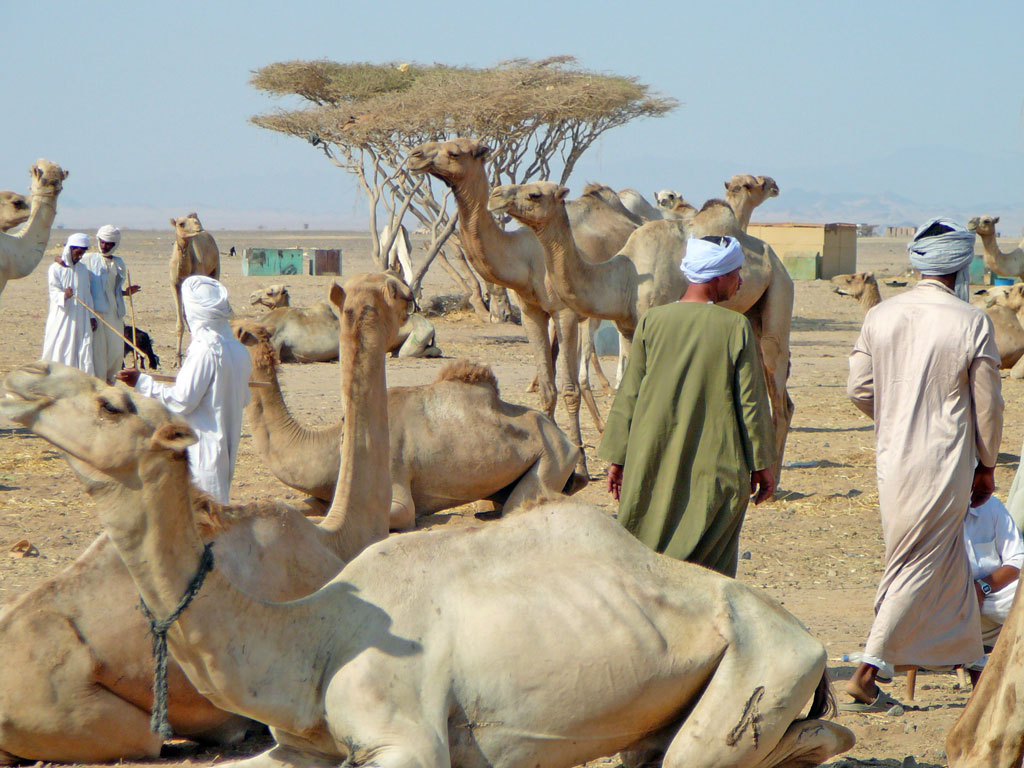
الشلاتين

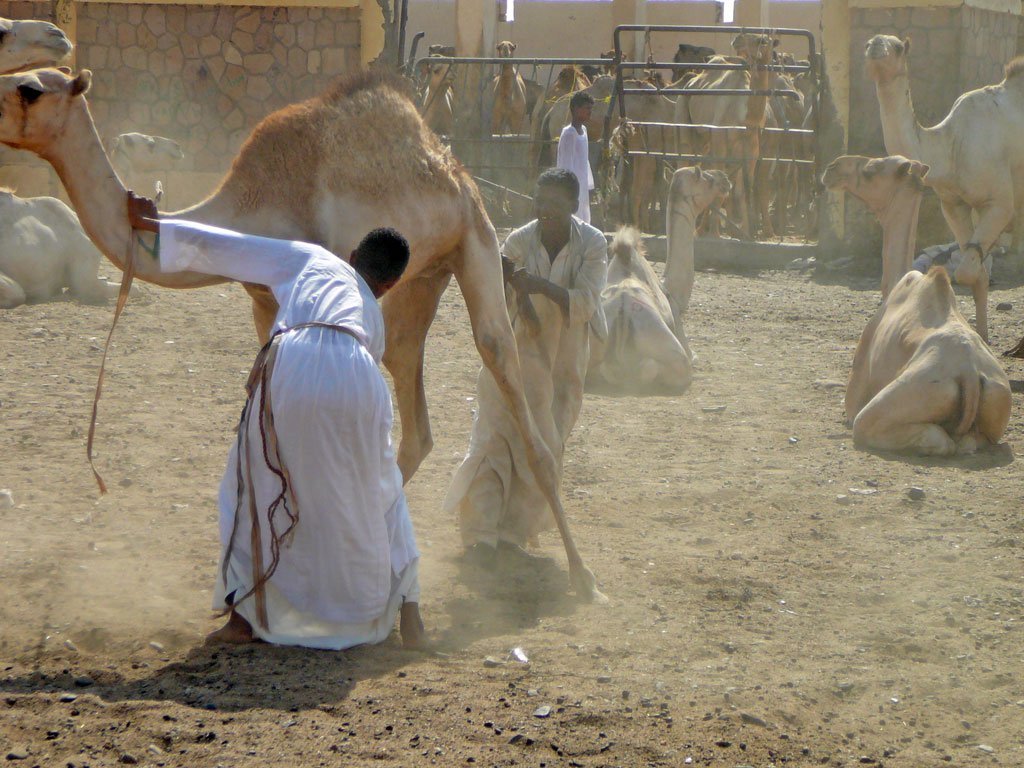
رعي الإبل

### الشلاتين

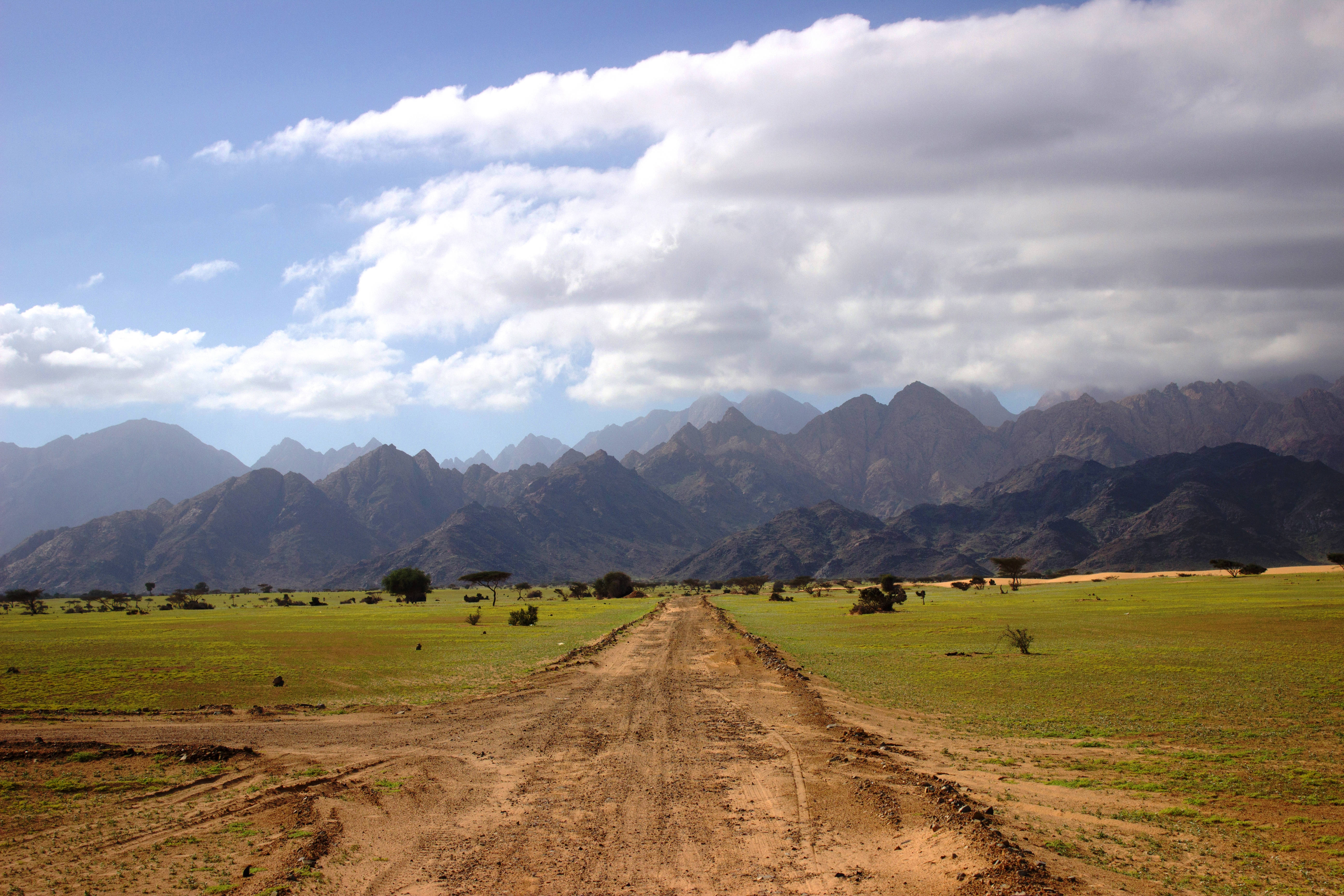
محمية جبل علبة

مركز شلاتين يتميز بالثروة السمكية، وتضم في الجنوب الشرقي جبل علبة، وكذلك تتميز بخصوبة أراضيها التي تعتمد في ريّها على كل من المياه الجوفية ومياه الأمطار.
يوجد بمدينة شلاتين خمسة قرى:
- قرية أبو رماد: 125 كم جنوب مدينة شلاتين.
- مدينة حلايب: 165 كم جنوب مدينة شلاتين.
- قرية رأس الحداربة: 22 كم جنوب قرية حلايب.
- قرية مرسى حميرة: 40 كم شمال شلاتين.
- قرية أبرق: 90 كم غرب قرية مرسى حميرة.

## تنمية مثلث حلايب
في يوم 18 فبراير 2014 قررت الحكومة المصرية تحويل حلايب إلى مدينة، وتضم  إدارياً قريتي أبو رماد و رأس حدربة. كما خصصت مبالغ مالية لتنفيذ عدة مشاريع لخدمة أهالي المنطقة، من ضمن هذة المشاريع مشروع تصنيع وحدات متنقلة لإنتاج الثلج باستخدام الطاقة الشمسية ومشروع إنتاج المياه من الهواء عبر التكثيف باستخدام الطاقة الشمسية، ومشروع تحلية مياه البحر بالطاقة الشمسية.

## هجرة السودانيين إلى حلايب
جذبت منطقة حلايب آلاف السودانيين بسبب الخدمات التي توفرها الحكومة المصرية والتي تنعدم في السودان، حيث تقدّم مصر لأهالي المنطقة مساكن مجهزة بجميع الخدمات الأساسية من مياه وكهرباء بدون مقابل. ذلك بالإضافة إلى توفير خدمات الرعاية الصحية والتعليم المجاني. وتقدم معاشاً شهرياً لكل الأشخاص الذين تجاوزوا الستين، بجانب تقديم مبالغ مالية للعاطلين، ومصروفا يوميا لتلاميذ المدارس.

## التنقيب عن البترول
في 2019 أعلنت الحكومة المصرية عن طرح مزايدة عالمية للبحث والتنقيب عن النفط والغاز في 10 قطاعات بالبحر الأحمر من ضمنها مثلث حلايب. في 21 مارس 2019 قامت وزارة الخارجية السودانية بإستدعاء السفير المصري في الخرطوم وحذرت الشركات العاملة في مجال الاستكشاف والتنقيب عن النفط والغاز من التقدم بأي عطاءات في منطقة حلايب.

## تاريخ الخلاف الحدودي
الحدود المرسمة بين مصر والسودان التي حددتها اتفاقية الحكم الثنائي بين مصر وبريطانيا عام 1899 ضمت المناطق من دائرة عرض 22 شمالا لمصر وعليها يقع مثلث حلايب داخل الحدود السياسية المصرية، وبعد ثلاثة أعوام في 1902 عاد الاحتلال البريطاني الذي كان يحكم البلدين آنذاك بجعل مثلث حلايب تابع للإدارة السودانية لأن المثلث أقرب للخرطوم منه للقاهرة.
- في 18 فبراير عام 1958 قام الرئيس المصري جمال عبد الناصر بإرسال قوات إلى المنطقة وقام بسحبها بعد فترة قصيرة إثر اعتراض الخرطوم.[16]
- ظلت المنطقة تابعة للسودان المصري إدارياً منذ عام 1902 ، ولكن ظهر النزاع إلى السطح مرة أخرى في عام 1992 عندما اعترضت مصر على إعطاء حكومة السودان حقوق التنقيب عن البترول في المياه المقابلة لمثلث حلايب لشركة كندية . فقامت الشركة بالانسحاب حتى يتم الفصل في مسألة السيادة على المنطقة.
- أرسلت السودان في يوليو 1994 مذكرة للأمم المتحدة ومجلس الأمن ومنظمة الاتحاد الأفريقي وجامعة الدول العربية، تشتكي الحكومة المصرية بتسعة وثلاثين غارة شنتها القوات المصرية في الحدود السودانية، منذ تقديم الحكومة السودانية بمذكرة سابقة في مايو 1993.
- رفض الرئيس المصري محمد حسني مبارك في 1995 مشاركة الحكومة المصرية في مفاوضات وزراء خارجية منظمة الاتحاد الأفريقي في أديس أبابا لحل النزاع الحدودي. لاحقا وبعد محاولة اغتيال الرئيس حسني مبارك في قمة أديس أبابا، اتهمت الحكومة المصرية نظيرتها السودانية بالتخطيط  لعملية الاغتيال. فأمر  مبارك بمحاصرة وطرد القوات السودانية من حلايب وفرض الحكومة المصرية إدارتها على المنطقة.[17][18]
- حاولت السلطات المصرية إغلاق مركز التجارة السودانية المصرية في شلاتين.
- في عام 2000 قامت السودان بسحب قواتها من حلايب وقامت القوات المصرية بفرض سيطرتها على المنطقة منذ ذلك الحين.
- في عام 2004 أعلنت الحكومة السودانية أنها لم تتخلّى عن إدارة المنطقة المتنازع عليها ولم تهجرها أو تسلمها للمصريين . وأكدت على تقديم مذكرة بسحب القوات المصرية إلى سكرتير الأمم المتحدة.
- قام مؤتمر البجا في ولاية البحر الأحمر في السودان بتوقيع مذكرة لاسترجاع إدارة المنطقة للسودان، حيث أوردوا أن قبائل البجا التي هي أصول وسكان هذه المنطقة يعتبرون مواطنون سودانيون.[19]
- في عام 2010 تم اعتماد حلايب كدائرة انتخابية سودانية تابعة لولاية البحر الأحمر وأقرّت المفوضية القومية للانتخابات السودانية حق التصويت في الانتخابات السودانية لأهالي حلايب باعتبارهم مواطنون سودانيون إلا أن سكان المنطقة من البشاريين انتقدوا تقاعس الحكومة المركزية في إتمام العملية.[20][21]
- قام الرئيس السوداني بالتأكيد على سودانية حلايب [22] كما قام مساعد الرئيس السوداني موسى محمد أحمد بزيارة للمنطقة تأكيد على سيادة السودان للمنطقة.[23] وأورد وزير الخارجية المصري أحمد أبو الغيط علي تصريحات الرئيس السوداني بقوله أن الحدود الجنوبية لمصر معروفة وهي دائرة عرض 22.[24]
- قامت القوات المصرية في عهد الرئيس المصري محمد حسني مبارك في عام 2010 باعتقال السيد الطاهر محمد هساي رئيس مجلس حلايب المنتمى لقبيلة البشاريين لمناهضته للوجود المصري في حلايب . وتوفي في مستشفى في القاهرة إثر الاعتقال لمدة عامين بدون محاكمة. وعلى أثره قام وفد من قبيلة البشاريين بمخاطبة مركز الإعلام السوداني وذكر بوجود أعداد أخرى من المعتقلين، مثل محمد عيسى سعيد المعتقل منذ 6 سنوات وعلي عيسى أبو عيسى ومحمد سليم المعتقلون منذ 5 سنوات، وهاشم عثمان ومحمد حسين عبد الحكم وكرار محمد طاهر ومحمد طاهر محمد صالح منذ سنتين.[25]
- أُقيمت الانتخابات البرلمانية المصرية لعام 2011 في نوفمبر وشملت مثلث حلايب ونقلت صناديق الانتخاب إلى الغردقة بطائرة مروحية عسكرية مصرية لفرز الاصوات هناك[26]
- زار الرئيس المصري «محمد مرسي» السودان في إبريل 2013 وجددت هذه الزيارة الجدل حول مثلث حلايب حيث أفاد مساعد الرئيس السوداني «موسى محمد أحمد» أن الرئيس محمد مرسي وعد الرئيس السوادني عمر البشير بإعادة مثلث حلايب إلى وضع ما قبل 1995 [27]، فيما نفى المتحدث الرسمي باسم رئاسة الجمهورية في القاهرة «السفير إيهاب فهمي» ذلك ووصف تلك الأنباء بأنها «إشاعة لا ترتكز على معلومات سليمة».
- زار رئيس أركان القوات المسلحة المصرية الفريق صدقي صبحي السودان في أواخر شهر أبريل 2013 وأوصل رسالة بلهجة حاسمة للمسئولين السودانيين تؤكد أن «حلايب وشلاتين» أرض مصرية خالصة، ولا تفريط فيها. لكن تظل حلايب منطقة متنازع عليها وقد لا تنتهي إلِا بتحكيم دولي.[28]